# Реп'яхів яр

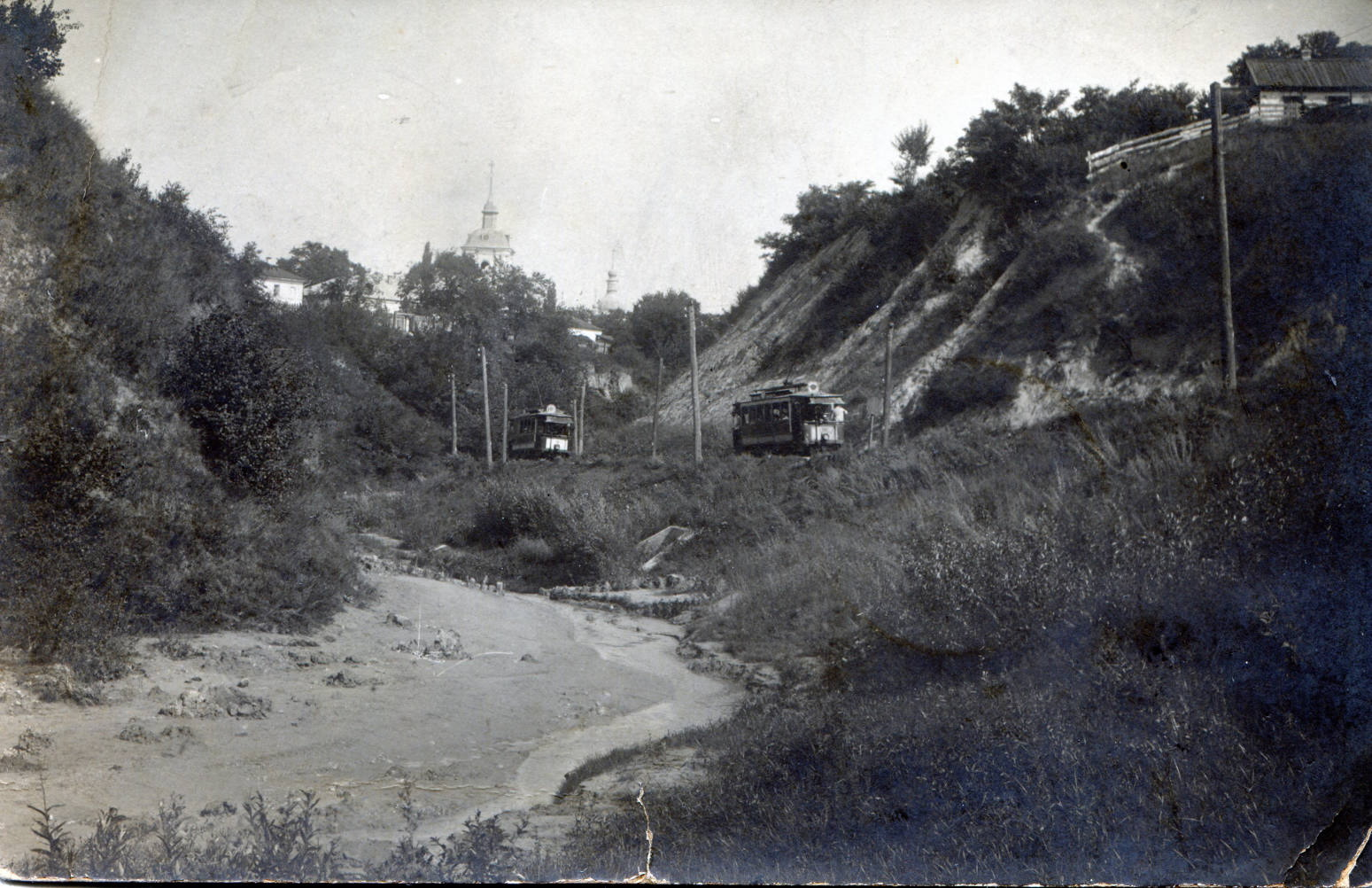
Трамвайна лінія у Реп'яховому яру, початок 20 сторіччя

Реп'яхів яр — місцевість у Києві, що з'єднує Лук'янівку (вулиці Юрія Іллєнка, Герцена) з Куренівкою (Кирилівська вулиця).
Назва, ймовірно, від характеру рослинності (великі зарості реп'яхів).
Частково заселений з кінця XIX століття, тоді в ньому прокладено Новомакарівську вулицю та шлях без назви (продовження вулиці Герцена), що з 1957 мав назву спуск Герцена (тепер узвіз Реп'яхів Яр). У першій третині ХХ ст. територією яру прокладено ще один узвіз (нині — Врубелівський) і провулок Реп'яхів Яр (з 1950-х років — Врубелівський провулок, тепер не існує).
На початку XX ст. щодо цієї місцини побутувала неофіційна назва Київська Швейцарія (за подібністю рельєфу). Яром пролягала траса трамвайного маршруту («швейцарський маршрут»; функціонував у літній період) з Лук'янівки на Куренівку. Траса трамвая частково збігалася із сучасним узвозом Реп'яхів Яр, у нижній частині якого збереглося кілька дерев'яних електроопор того часу.

## Галерея

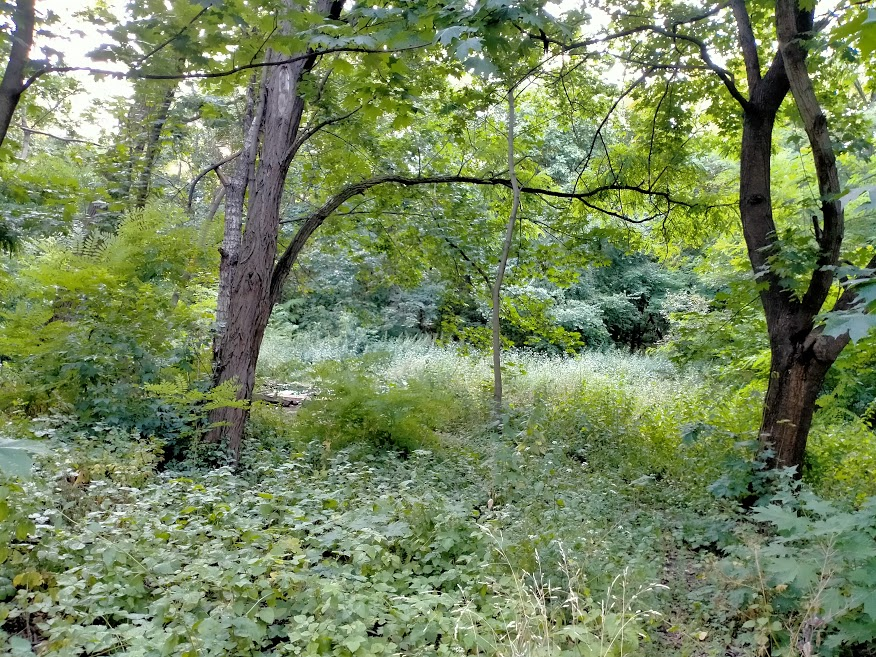
21 квітня 2020 року
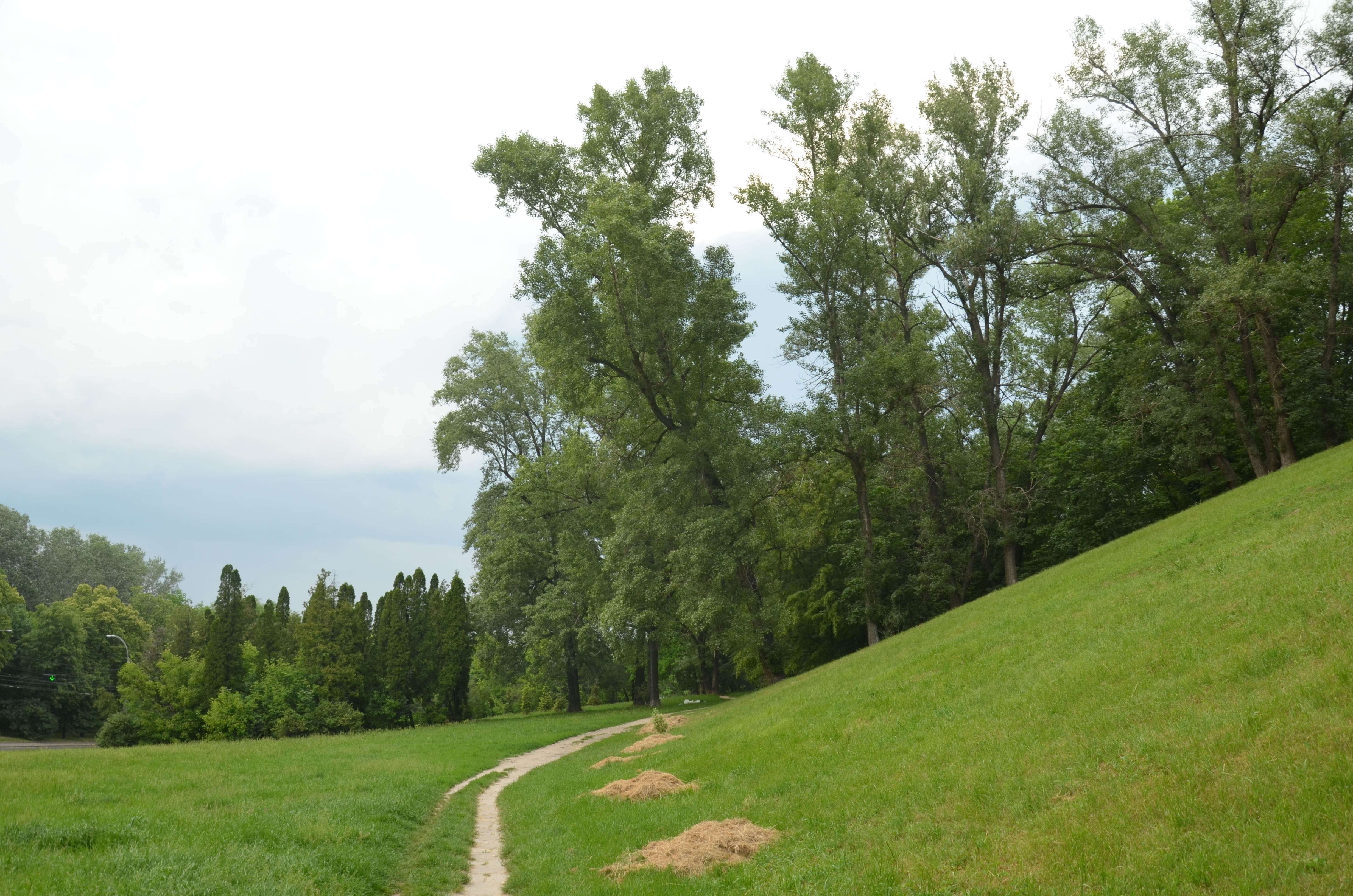
13 червня 2020 року
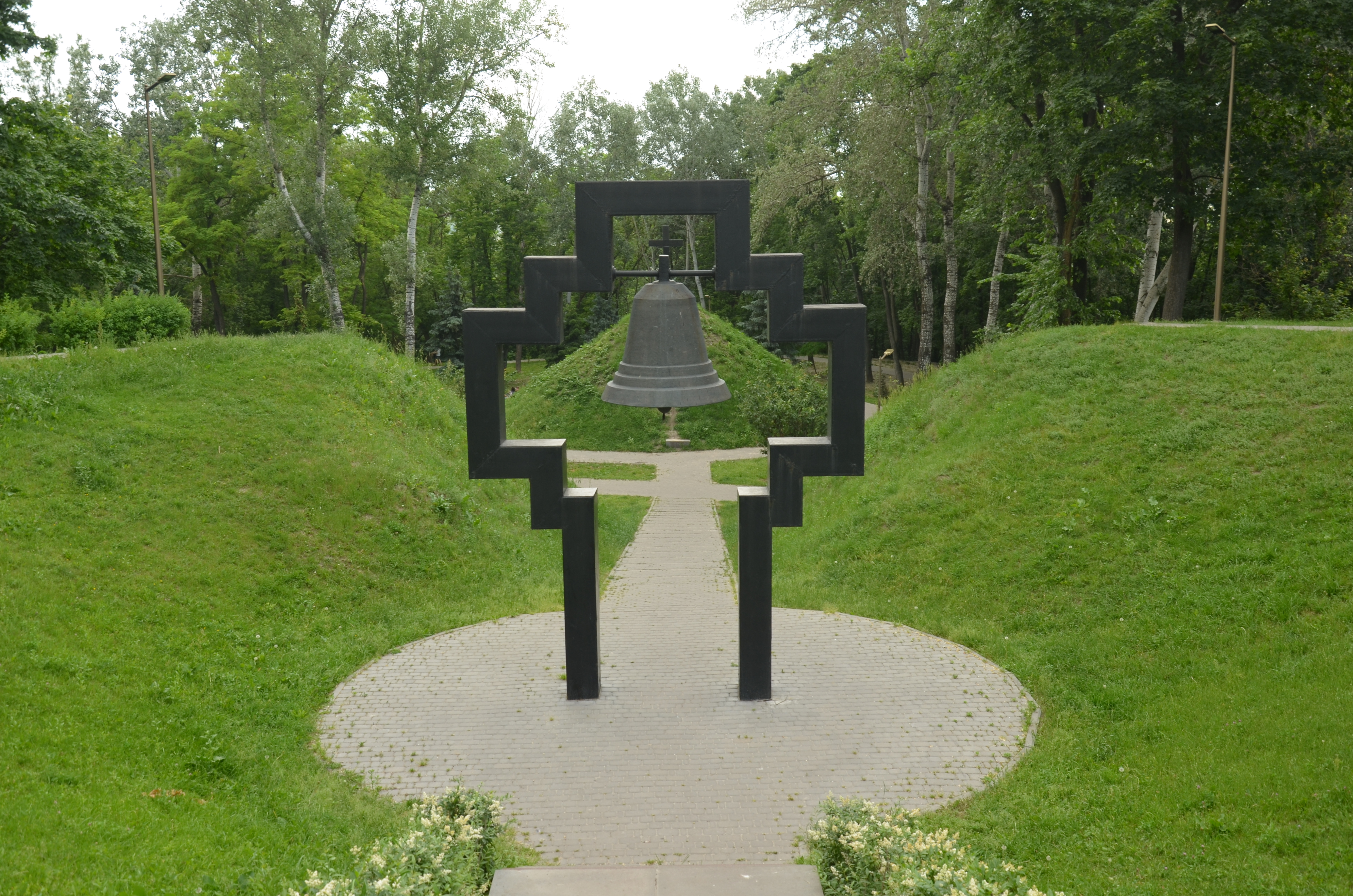
13 червня 2020 року
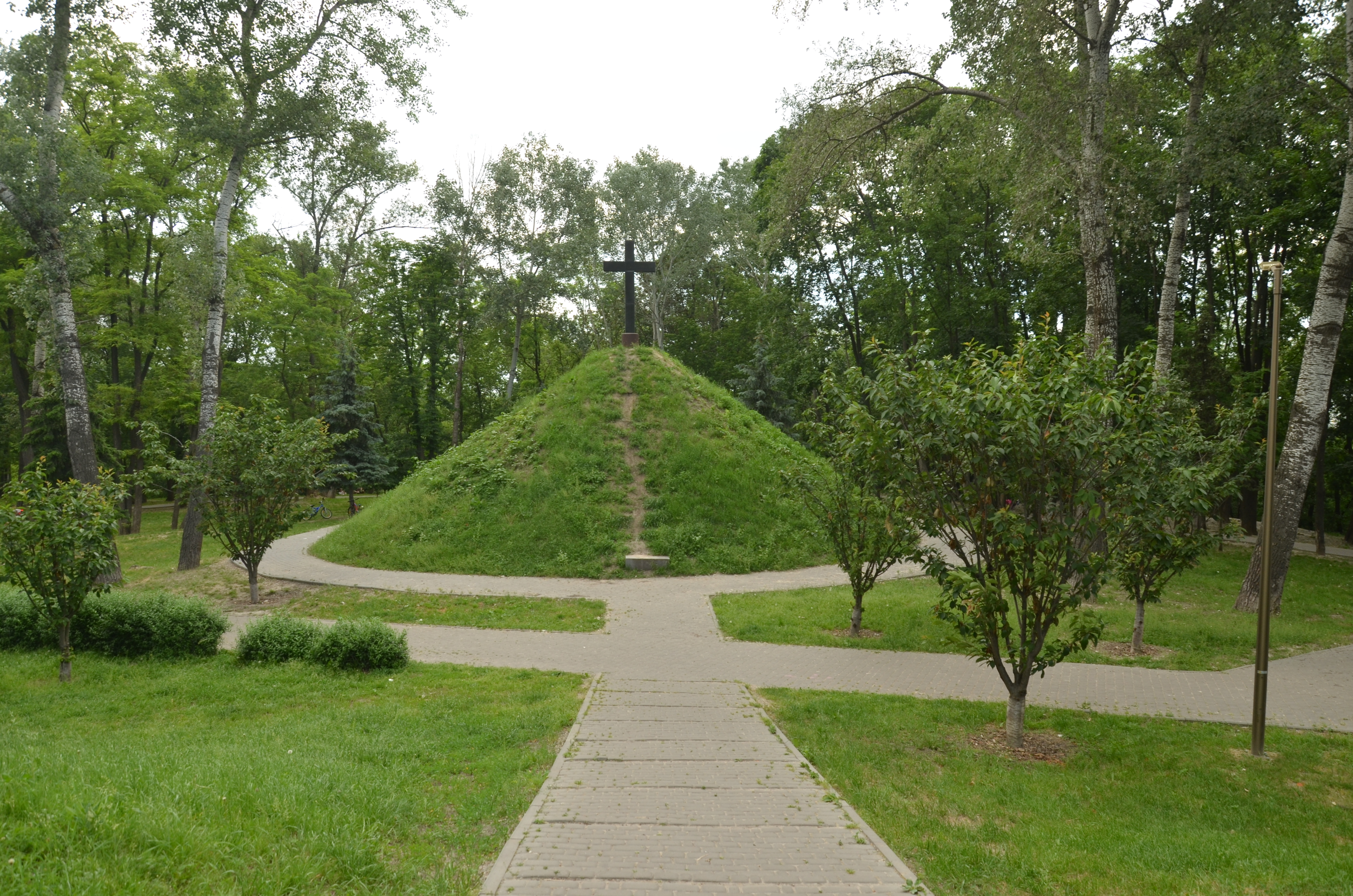
13 червня 2020 року
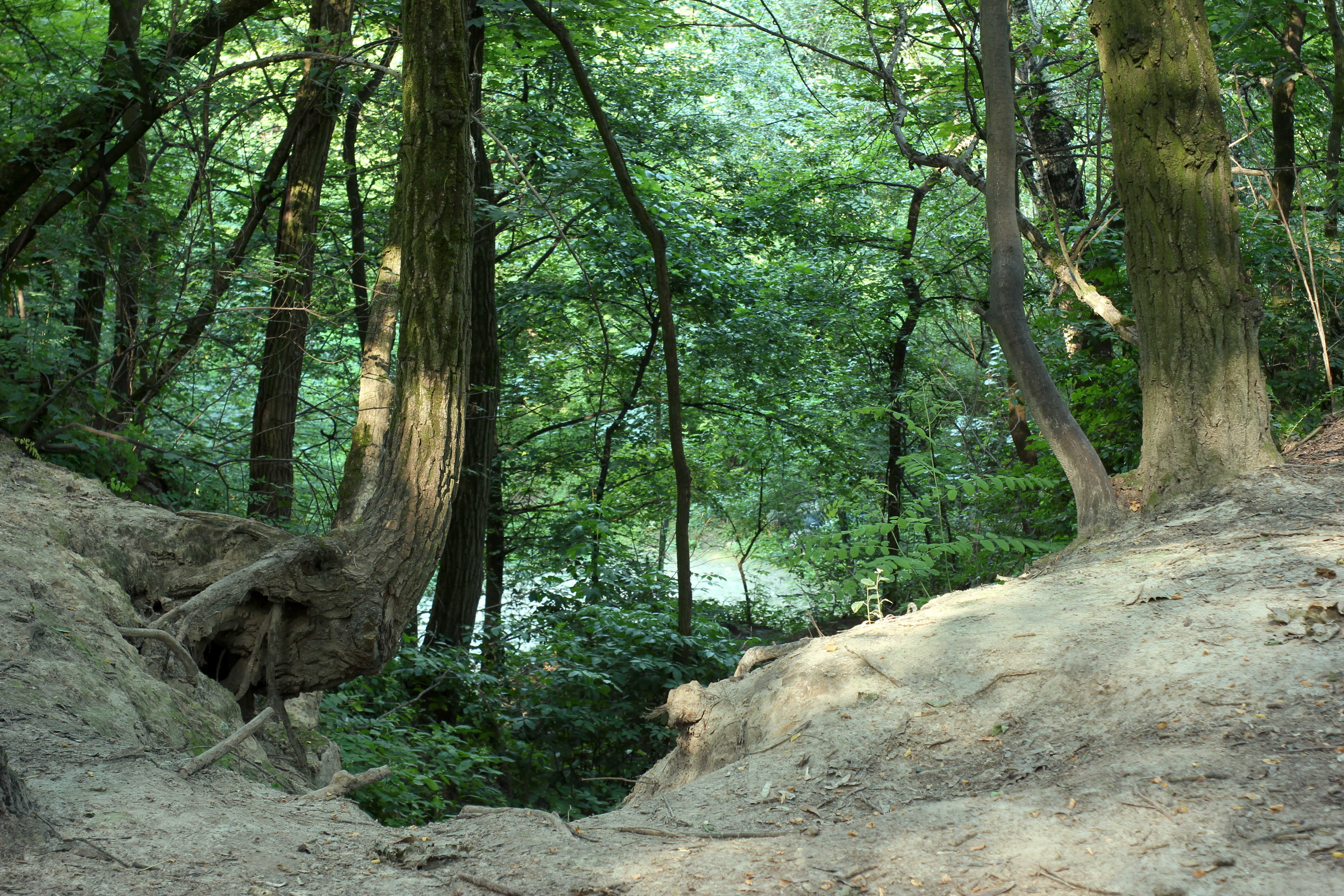
11 липня 2020 року
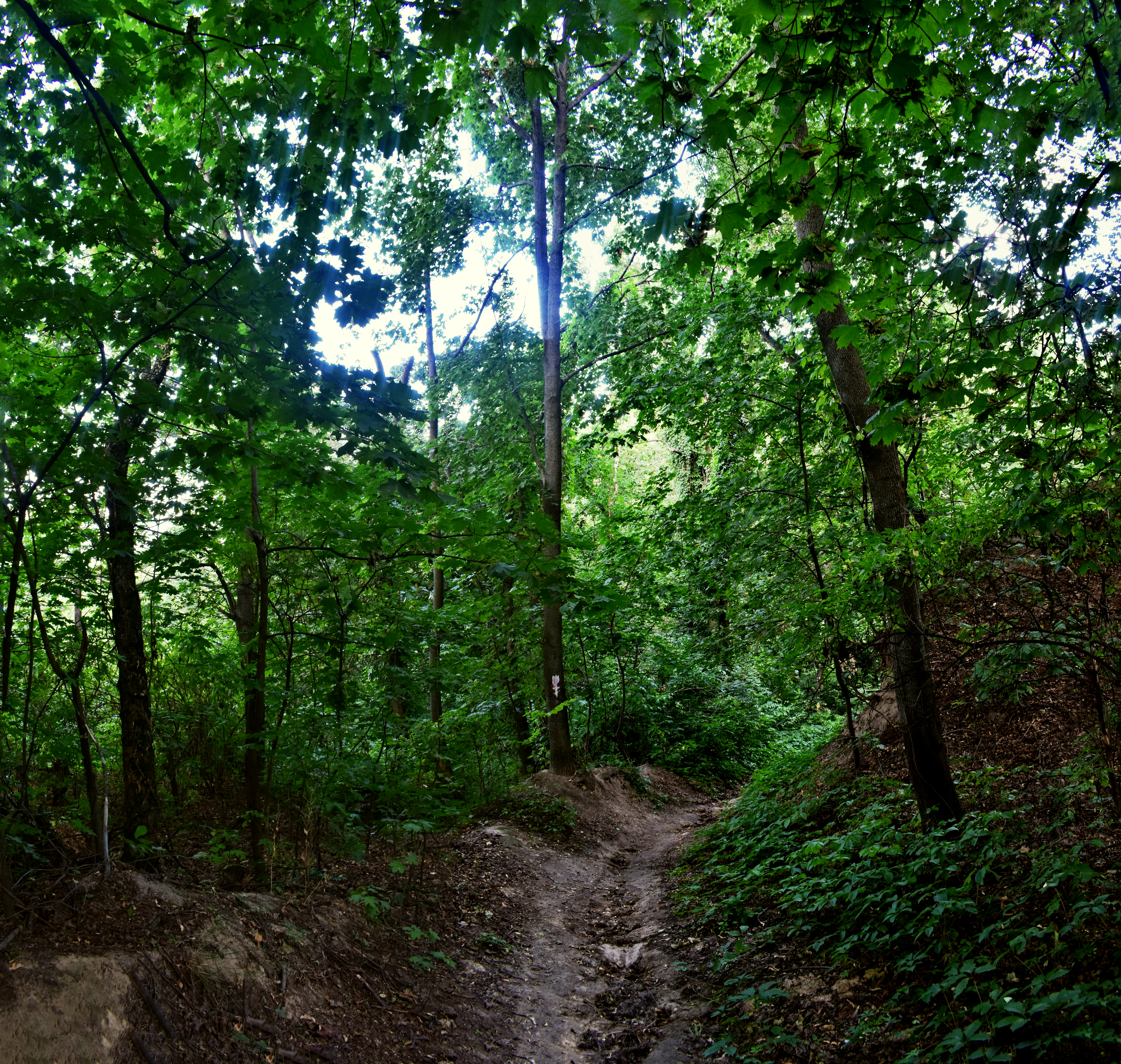
28 липня 2020 року
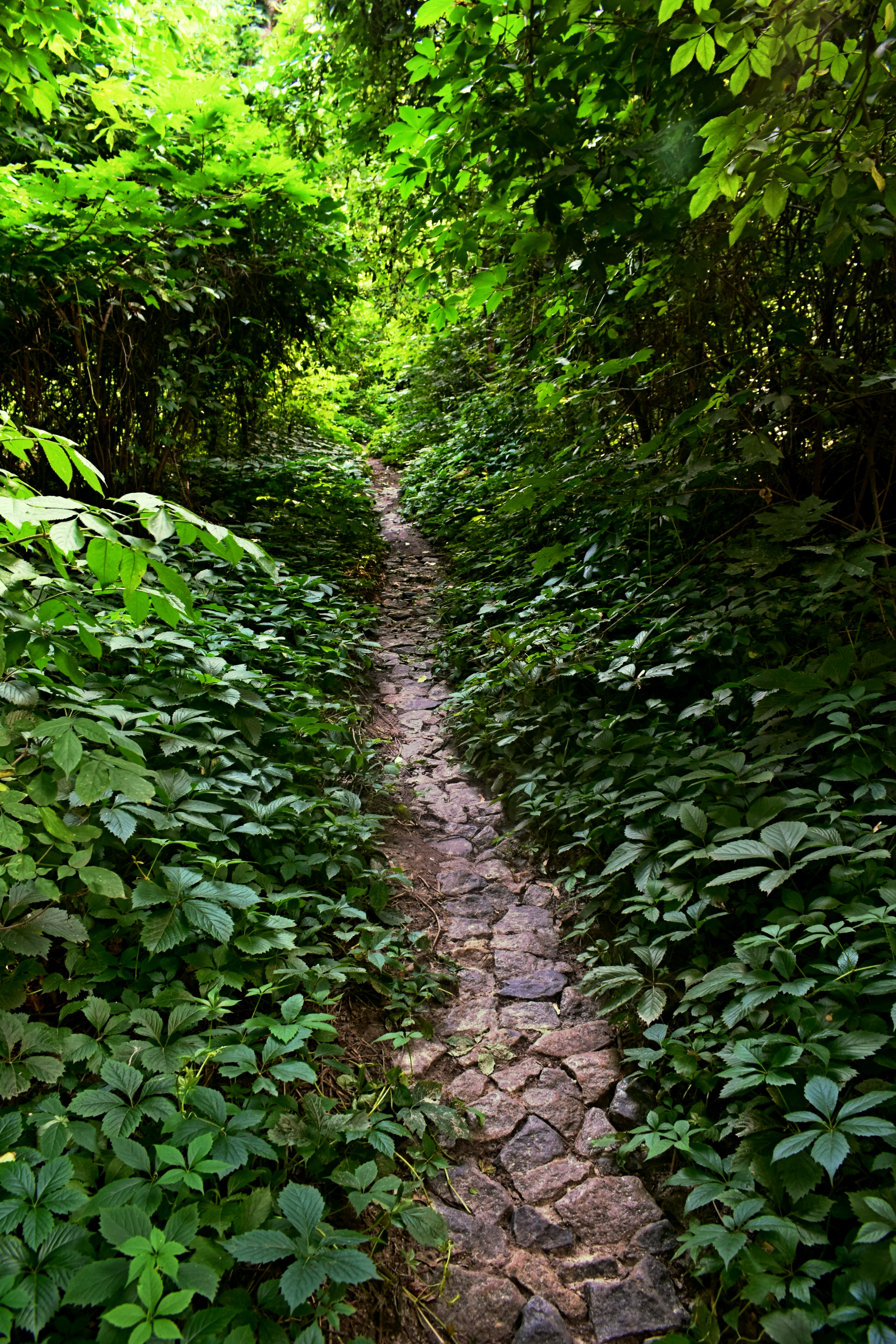
28 липня 2020 року
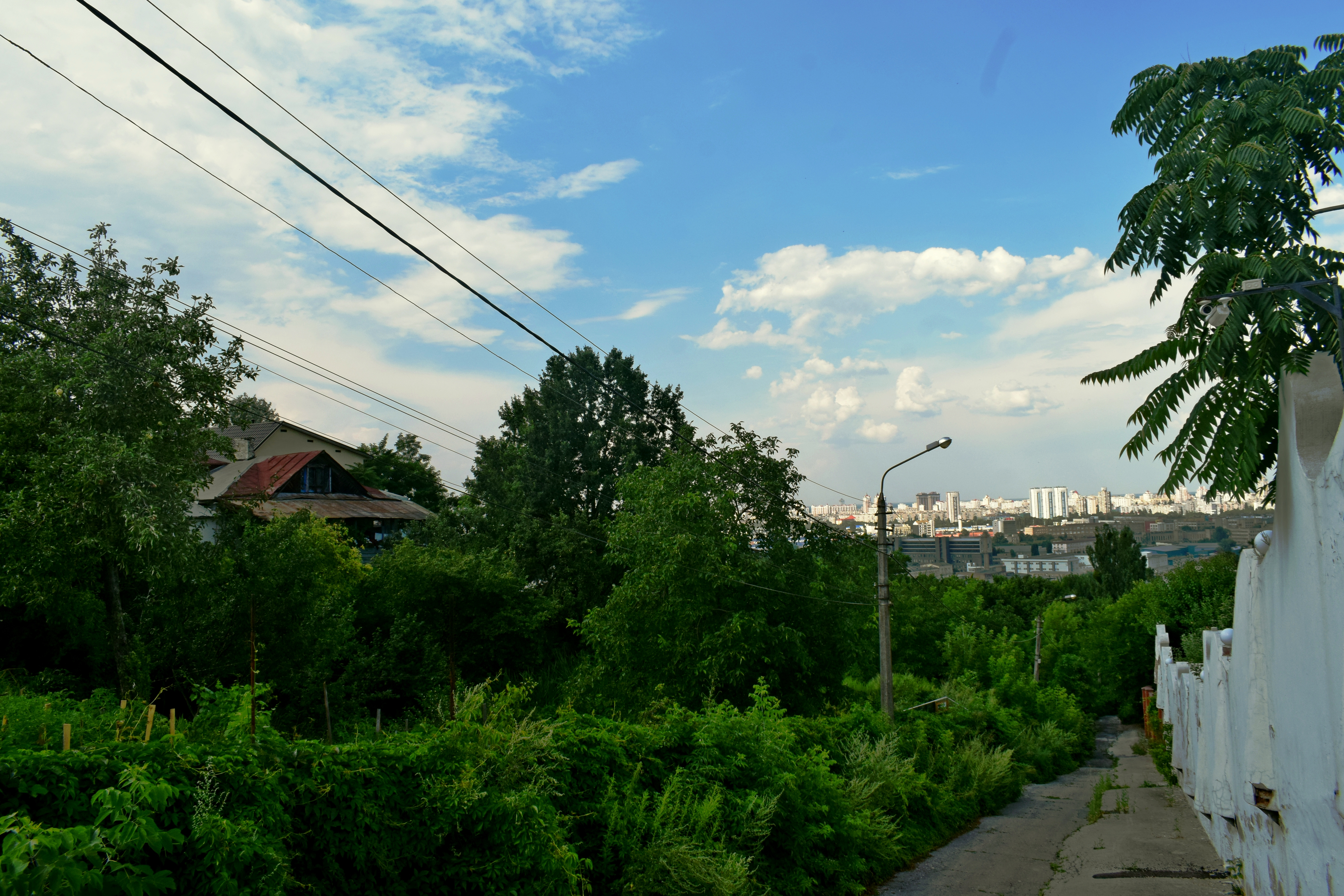
28 липня 2020 року
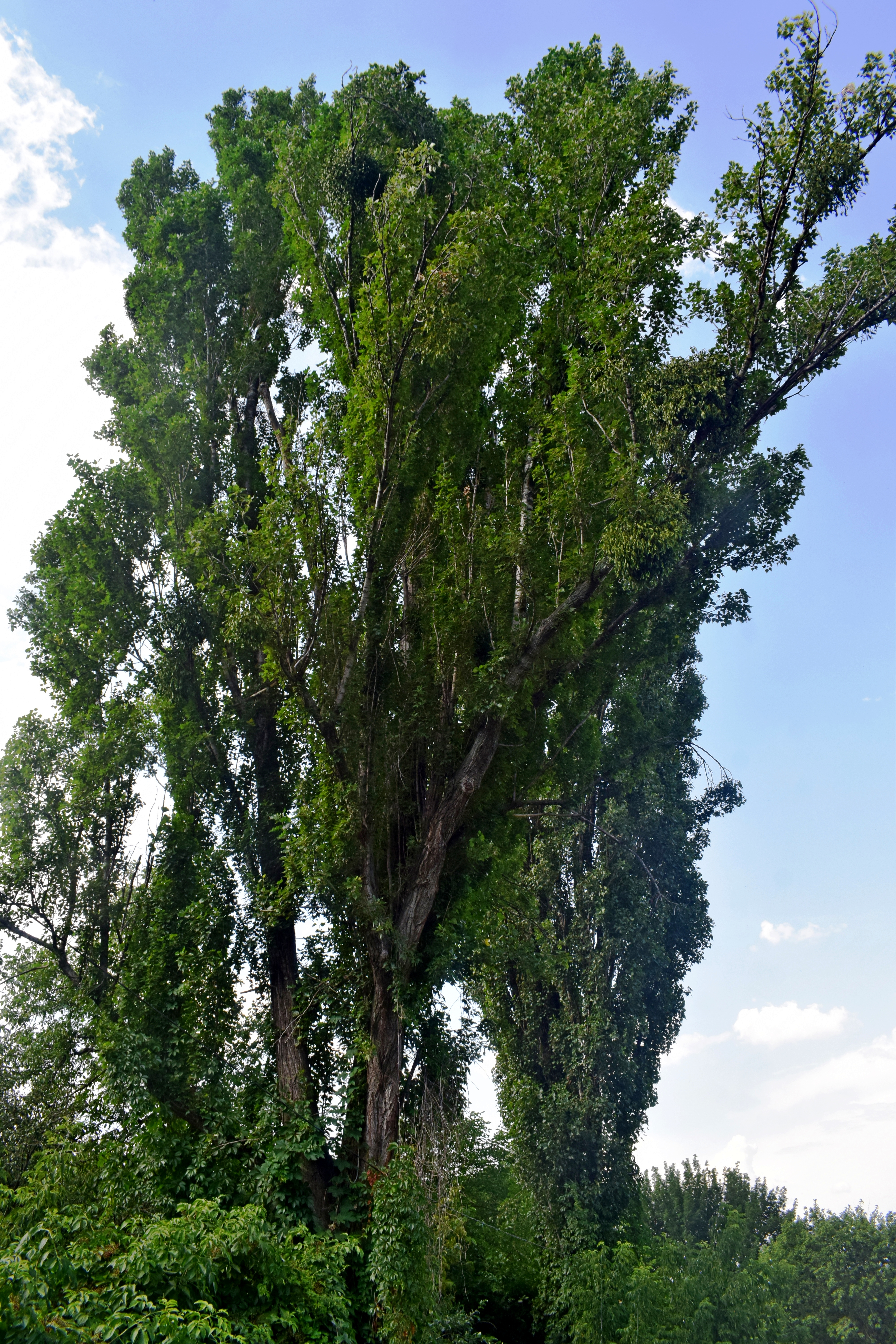
28 липня 2020 року
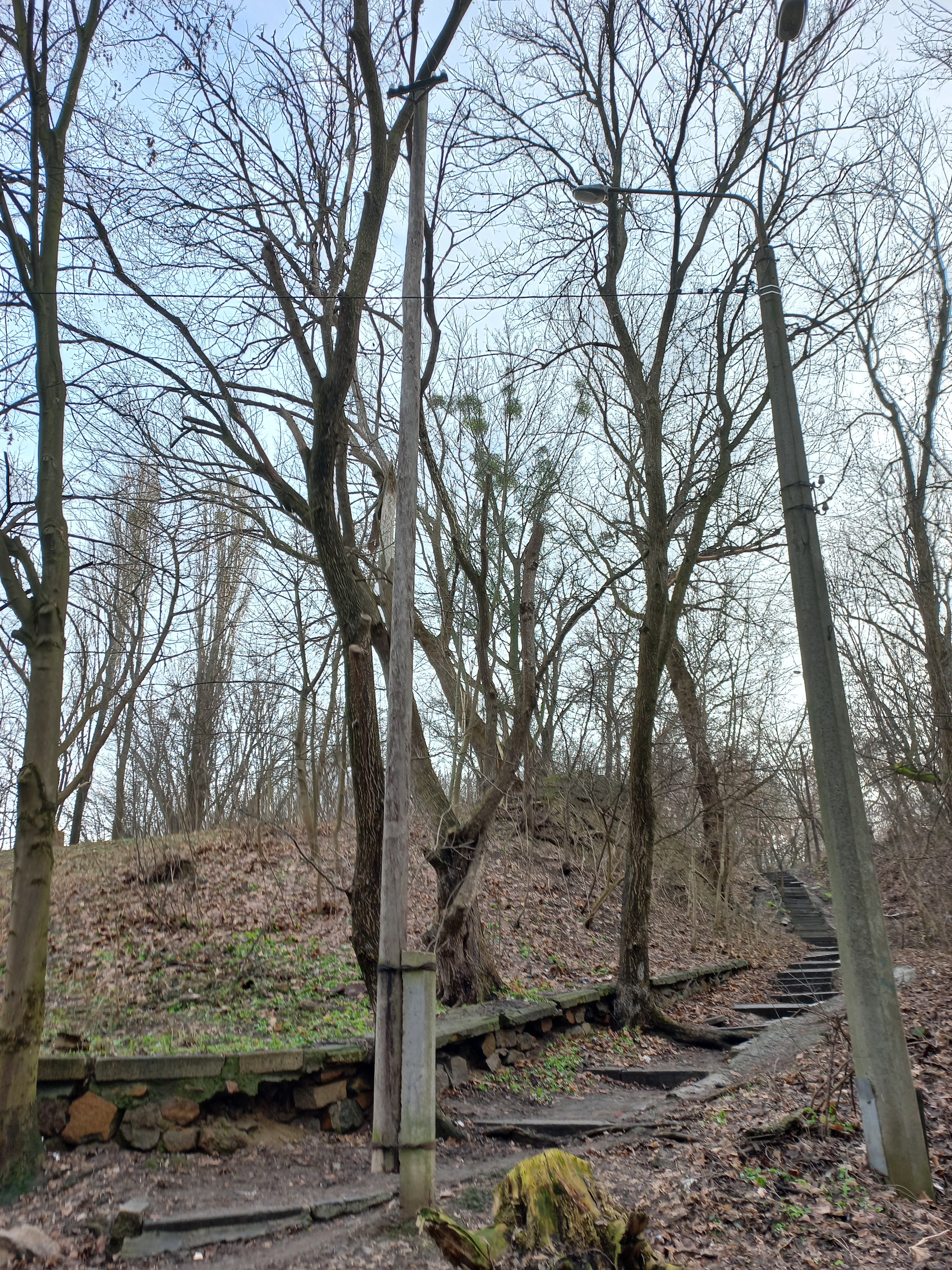
Нижня частина яру. У центрі — одна з дерев'яних електроопор, що лишилися від «швейцарського» трамвайного маршруту початку ХХ ст.